# 2022년 동계 올림픽 중화인민공화국 선수단
2022년 동계 올림픽 중화인민공화국 선수단은 2022년 2월 4일부터 20일까지 중화인민공화국 베이징에서 열린 2022년 동계 올림픽에 참가한 올림픽 중화인민공화국 선수단이다.

## 메달 집계

### 종목별 참가 선수 및 메달 수
| 종목                     | 참가 선수 | 1 | 2 | 3 | 메달 합계 |
| ------------------------ | --------- | - | - | - | --------- |
| 쇼트트랙 스피드 스케이팅 | 10        | 2 | 1 | 1 | 4         |
| 스노보드                 | 13        | 1 | 1 | 1 | 2         |
| 스켈레톤                 | 4         |   |   | 1 | 1         |
| 스피드 스케이팅          | 14        | 1 |   |   | 1         |
| 프리스타일               | 20        | 4 | 2 |   | 6         |
| 피겨 스케이팅            | 8         | 1 |   |   | 1         |
| 합계                     | 80        | 9 | 4 | 2 | 15        |

### 메달리스트
| 메달   | 이름                                 | 종목           | 세부 종목          | 날짜     |
| ------ | ------------------------------------ | -------------- | ------------------ | -------- |
| 금메달 | 취춘위 판커신 우다징 런쯔웨이 장위팅 | 쇼트트랙       | 혼성 2000m 계주    | 2월 5일  |
| 금메달 | 런쯔웨이                             | 쇼트트랙       | 남자 1000m         | 2월 7일  |
| 금메달 | 구아이링                             | 프리스타일     | 여자 빅에어        | 2월 8일  |
| 금메달 | 가오팅위                             | 스피드스케이팅 | 남자 500m          | 2월 12일 |
| 금메달 | 쉬멍타오                             | 프리스타일     | 여자 에어리얼      | 2월 14일 |
| 금메달 | 쑤이밍                               | 스노보드       | 남자 빅에어        | 2월 15일 |
| 금메달 | 치광푸                               | 프리스타일     | 남자 에어리얼      | 2월 16일 |
| 금메달 | 구아이링                             | 프리스타일     | 여자 하프파이프    | 2월 18일 |
| 금메달 | 쑤이원징 한충                        | 피겨스케이팅   | 페어               | 2월 19일 |
| 은메달 | 쑤이밍                               | 스노보드       | 남자 슬로프스타일  | 2월 7일  |
| 은메달 | 리원룽                               | 쇼트트랙       | 남자 1000m         | 2월 7일  |
| 은메달 | 쉬멍타오 자쭝양 치광푸               | 프리스타일     | 혼성 에어리얼 단체 | 2월 10일 |
| 은메달 | 구아이링                             | 프리스타일     | 여자 슬로프스타일  | 2월 15일 |
| 동메달 | 옌원강                               | 스켈레톤       | 남자               | 2월 11일 |
| 동메달 | 한위팅 취춘위 판커신 장위팅          | 쇼트트랙       | 남자 3000m         | 2월 13일 |

## 종목별 성적

### 노르딕복합
- 자오자원
- 자오쯔허
- 궈위하오
- 판하이빈

### 바이애슬론
남자
- 청팡밍
- 옌싱위안
- 장춘위
- 주전위

여자
- 탕자린
- 추위안멍
- 딩위환
- 멍판치

### 봅슬레이
남자
- 쑨카이즈
- 우칭쩌
- 리춘젠
- 류웨이
- 딩쑹
- 예제룽
- 스하오
- 우즈타오
- 전헝

여자
- 화이밍밍
- 잉칭
- 왕쉬안
- 두젠이

### 쇼트트랙
남자
- 리원룽
- 런쯔웨이
- 쑨룽
- 우다징
- 장톈이

여자
- 판커신
- 한위퉁
- 취춘위
- 장위팅

### 스노보드
남자
- 쑤이밍
- 판샤오빙
- 가오훙보
- 구아오
- 왕쯔양

여자
- 룽거
- 차이쉐퉁
- 류자위
- 추렁
- 우사오퉁

### 스켈레톤
남자
- 옌원강
- 인정

여자
- 리위시
- 자오단

### 스키점프
남자
- 쑹치우
- 뤼이신
- 전웨이제
- 저우샤오양

여자
- 둥빙
- 펑칭웨

### 스피드스케이팅
남자
- 가오팅위
- 닝중옌
- 양타오
- 롄쯔원
- 왕하오톈

여자
- 진징주
- 톈루이닝
- 리치스
- 인치
- 아허나얼 아다커
- 한메이
- 궈단

### 알파인스키
남자
- 쉬밍푸
- 장양밍

여자
- 니웨밍
- 쿵판잉

### 크로스컨트리
남자
- 츠런잔두이
- 하더쓰 바더리한
- 류룽성
- 상진차이
- 천더건
- 왕창

여자
- 츠춘쉐
- 디니거얼 이라무장
- 리신
- 마칭화
- 바야니 자린